# The Love Liar (film 1916)
The Love Liar è un film muto del 1916 scritto, diretto e interpretato da Crane Wilbur.

## Trama
David McCare è un celebre violinista adorato dalle donne e lui certo non perde occasione per far felici le fan più accese. Neppure il matrimonio con Diana Strongwell ferma le sue conquiste femminili. Tanto che la moglie, alla fine, decide di divorziare. Risposatosi con Edna Carewe, David intreccia una nuova relazione con Arlene, una cabarettista. Questa volta, però, è David a soffrire i tormenti a causa di un amore infelice: sconvolto dalla sua passione per Arlene che lo tradisce con altri uomini, il musicista si spara. Diana, la sua ex moglie che non lo ha mai dimenticato, lo porta a casa sua e poi paga Edna per poter restare con lui. Quest'ultima, ben contenta di essersi liberata di quel libertino, l'accontenta volentieri. Al capezzale di David, Diana abbraccia il moribondo che muore circondato dall'amore dell'ex moglie.

## Produzione
Il film fu prodotto dalla David Horsley Productions e dalla Centaur Film Company.

## Distribuzione
Distribuito dalla Mutual Film (come Mutual Masterpieces De Luxe Edition) il film uscì nelle sale cinematografiche USA il 27 marzo 1916.